# 1999년 로스앤젤레스 영화 비평가 협회상
제25회 로스앤젤레스 영화 비평가 협회상은 1999년 12월 11일에 발표되어 2000년 1월 19일에 열린 시상식이다.

## 수상 및 후보

### 작품상
- 인사이더

### 감독상
- 아메리칸 뷰티 - 샘 멘데스 수상

### 남우주연상
- 인사이더 - 러셀 크로우 수상

### 여우주연상
- 소년은 울지 않는다 - 힐러리 스웽크 수상

### 남우조연상
- 인사이더 - 크리스토퍼 플러머 수상

### 여우조연상
- 소년은 울지 않는다 - 클로에 세비니 수상

### 각본상
- 존 말코비치 되기 - 찰리 카우프만 수상

### 촬영상
- 인사이더 - 단트 스피노티 수상

### 미술상
- 슬리피 할로우 - 릭 하인리츠 수상

### 음악상
- 사우스 파크 - 트레이 파커 수상
- 사우스 파크 - 마크 샤이먼 수상

### 외국어영화상
- 내 어머니의 모든 것

### 다큐멘터리상
- 부에나 비스타 소셜 클럽

### 애니메이션상
- 아이언 자이언트

### 독립영화상
- Owen Land 수상

### 신인상
- 시티즌 루스 - 알렉산더 페인 수상
- 일렉션 - 짐 테일러 수상

### 공로상
- 디디 알렌 수상

### 특별공헌상
- 탐욕 - Rick Schmidlin 수상
- 탐욕 - 로저 마이어 수상
- 탐욕 - Turner Classic Movies 수상